# Gmina Pieńsk
Gmina Pieńsk je polská městsko-vesnická gmina v okrese Zgorzelec v Dolnoslezském vojvodství. Sídlem gminy je město Pieńsk. V roce 2010 zde žilo 9 177 obyvatel.
Gmina má rozlohu 110,33 km², zabírá 13,16% rozlohy okresu. Skládá se z 8 starostenství.

## Částí gminy
StarostenstvíBielawa Dolna, Bielawa Górna, Dłużyna Dolna, Dłużyna Górna, Lasów, Stojanów, Żarka nad Nysą, Żarki Średnie
Sídlo bez statusu starostenstvíStrzelno